# 13 Egéria
Egéria é um asteroide de grandes dimensões da cintura de asteroides, número 13 da série. Foi descoberto desde Nápoles o 2 de novembro de 1850 pelo astrônomo italiano Annibale de Gasparis.
Foi nomeado em honra a Egéria, deusa romana das fontes e os partos, ninfa do bosque de Arícia, no Lácio, e esposa de Numa Pompílio, sacerdote e 2º rei de Roma.
Egéria ocultou uma estrela a 8 de novembro de 1992. Pôde-se determinar então que o seu contorno é bastante circular (217 × 196 quilômetros).